# Rudolf Querner
Rudolf Querner, född 10 juni 1893 Lehndorf bei Kamenz, död 27 maj 1945 i Magdeburg, var en tysk SS-Obergruppenführer och general i Waffen-SS och polisen. Han var far till skulptören Ursula Querner.

## Biografi
Querner beklädde under andra världskriget flera höga ämbeten inom SS och polisen. I egenskap av SS-general var han närvarande, när Reichsführer-SS Heinrich Himmler höll ett tal i Posens stadshus den 4 oktober 1943. Inför 33 Obergruppenführer, 51 Gruppenführer och 8 Brigadeführer nämnde Himmler bland annat utrotningen av judarna.
Efter 20 juli-attentatet mot Adolf Hitler 1944 vidtogs i Querners distrikt hårda åtgärder mot eventuella motståndsmän. Querner hade dock delegerat denna order åt sin underordnade Heinrich Kodré. År 1945 var Querner i sitt distrikt ansvarig för evakueringen av koncentrationsläger.
Querner greps i andra världskrigets slutskede och begick senare självmord i fångenskap.

## Befordringshistorik
| Rudolf Querners befordringshistorik | Rudolf Querners befordringshistorik         |
| Datum                               | Tjänstegrad                                 |
| ----------------------------------- | ------------------------------------------- |
| 22 maj 1938                         | Standartenführer                            |
| 20 april 1939                       | Generalmajor i polisen                      |
| 18 juni 1939                        | Oberführer                                  |
| 20 april 1940                       | Brigadeführer                               |
| 9 november 1940                     | Gruppenführer och generallöjtnant i polisen |
| 21 juni 1943                        | Obergruppenführer och general i polisen     |
| 1 juli 1944                         | General i Waffen-SS                         |

## Utmärkelser
- Järnkorset av andra klassen (FVK)
- Albrektsorden av andra klassen med svärd
- Krigsförtjänstkorset av andra klassen med svärd
- Krigsförtjänstkorset av första klassen med svärd
- Ärekorset (Ehrenkreuz für Frontkämpfer)
- Kriegserinnerungsmedaille
- Landesorden
- Anschlussmedaljen (Medaille zur Erinnerung an den 13. März 1938)
- Sudetenlandmedaljen (Medaille zur Erinnerung an den 1. Oktober 1938) med Pragspännet (Spange Prager Burg)
- Tyska riksidrottsutmärkelsen i silver
- Förtjänstkorset av Tyska Röda korsets hedersutmärkelse
- Tyska Olympiska Hederstecknet av andra klassen
- Tyska välfärdsmedaljen av första klassen
- Luftvärnsutmärkelsen
- NSDAP:s tjänsteutmärkelse i brons
- Polisens tjänsteutmärkelse i guld
- SS Hederssvärd
- SS-Ehrenring (Totenkopfring)